# EC 1.2
La EC 1.2 è una sottoclasse della classificazione EC relativa agli enzimi. Si tratta di una sottoclasse delle ossidoreduttasi che include enzimi che utilizzano donatori di tipo aldeidico e chetonico.

## Sotto-sottoclassi
Esistono sei ulteriori sotto-sottoclassi:
- EC 1.2.1: con NAD+ o NADP+ come accettore;
- EC 1.2.2: con un citocromo come accettore;
- EC 1.2.3: con ossigeno come accettore;
- EC 1.2.4: con un disolfuro come accettore;
- EC 1.2.7: con una proteina contenente centri ferro-zolfo come accettore;
- EC 1.2.99: con altri accettori.